# Onthophagus hericius
Onthophagus hericius é uma espécie de inseto do género Onthophagus da família Scarabaeidae da ordem Coleoptera.

## História
Foi descrita cientificamente pela primeira vez no ano de 1902 por D'Orbigny.